# Lista de episódios de Doctor Who

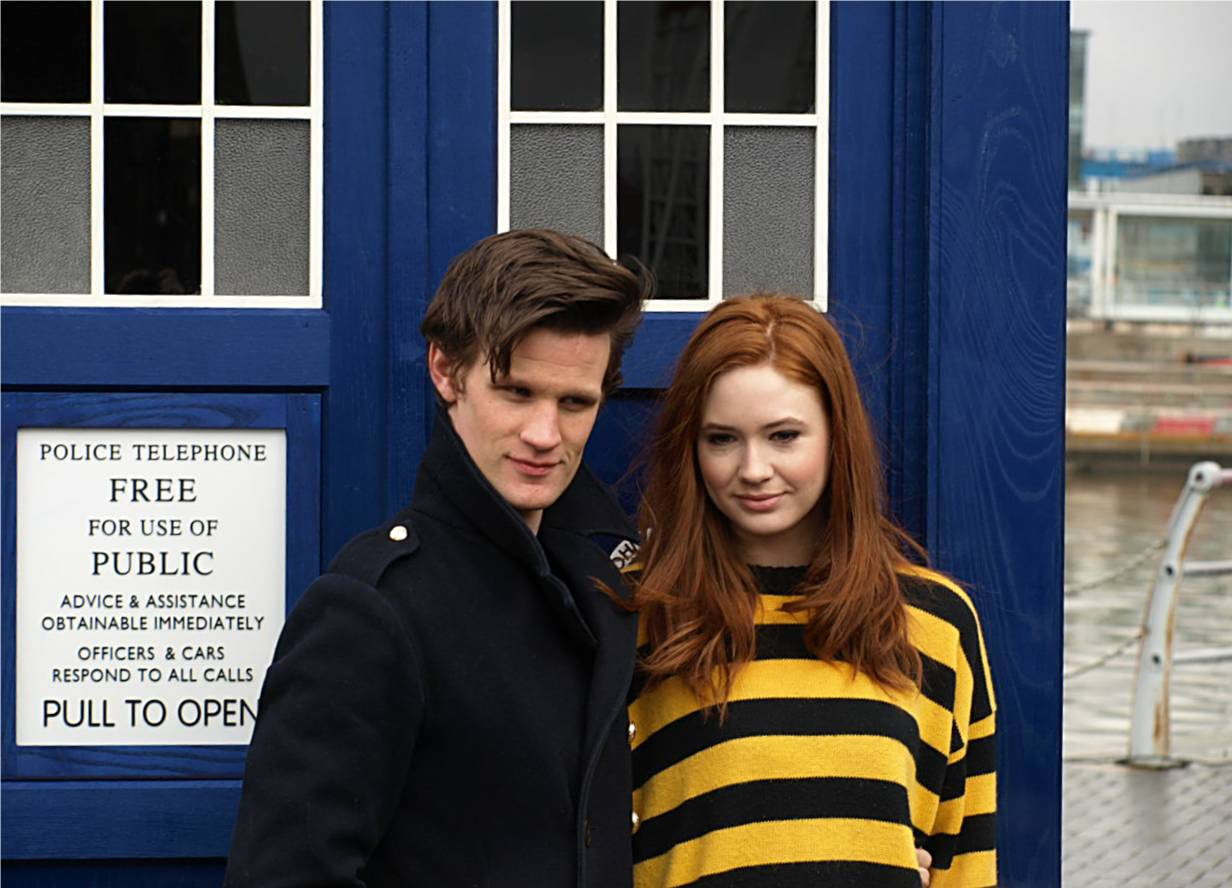
Matt Smith como o Décimo primeiro Doutor e Karen Gillan como Amy Pond, com a TARDIS ao fundo. O Doutor, seus acompanhantes e a TARDIS são os elementos principais da série desde sua estreia em 1963.

Esta é a lista de episódios de Doctor Who, uma série de ficção científica britânica produzida pela British Broadcasting Corporation (BBC) desde 1963. Criado por Sydney Newman, C. E. Webber e Donald Wilson, o programa mostra as aventuras de um Senhor do Tempo chamado de "O Doutor", um ser extraterrestre do planeta Gallifrey. Ele explora o universo em sua TARDIS, uma máquina do tempo com a qual ele que viaja pelo espaço e cujo exterior se assemelha a uma cabine policial britânica dos anos 1960. Junto com seus acompanhantes, o Doutor combate uma variedade de inimigos enquanto trabalha para salvar civilizações e ajudar pessoas necessitadas.
O programa estreou em 23 de novembro de 1963, quando foi transmitido o primeiro episódio da história An Unearthly Child. Nesta época, cada história era composta por vários episódios que eram exibidos semanalmente. Durante sua primeira fase, Doctor Who foi transmitido ininterruptamente até 1989, totalizando 26 temporadas. Após isso, entrou em hiato, até que sete anos mais tarde, em 1996, um telefilme produzido pela BBC Worldwide, Universal Studios, 20th Century Fox e Fox tentou retomar a série, mas devido à baixa audiência no Reino Unido, a ideia foi descontinuada. Russell T Davies conseguiu trazer Doctor Who de volta em 2005, modernizando os elementos do show para o século XXI. Desde então, 15 temporadas já foram produzidas.
Como a BBC não tinha uma política de preservação de imagens até 1978, 97 episódios dos anos 1960 estão perdidos, resultando em 26 histórias incompletas. Apesar disso, ainda existem gravações de áudio e algumas delas foram reconstruídas ou transformadas em animações. Adicionalmente, algumas histórias não foram filmadas ou não foram exibidas por motivos distintos, como é o caso de Shada, que teve as filmagens interrompidas por causa de uma greve na BBC.
Até a metade da terceira temporada original, cada episódio de uma história tinha um título individual. Isso mudou a partir de The Savages, quando cada história passou a ter um título geral. Os nomes usados antes disso são os mais comuns e que são geralmente aqueles usados para lançamentos comerciais. Os números das histórias não são designações oficiais, mas servem como um guia de onde ela se encontra no contexto global do show. Há controvérsias sobre esta numeração, mas o esquema usado aqui se baseia em "Planet of the Dead", que foi classificado como o 200.º episódio da série no volume 407 da Doctor Who Magazine, a revista oficial do programa.

## Resumo
| Série clássica |                                                    |                         |    |    |    |                        |                         |       |       |
|                | 1.ª temporada clássica                             | Primeiro Doutor         | 8  | 42 | 42 | 23 de novembro de 1963 | 12 de setembro de 1964  | 4,4   | 6,4   |
|                | 2.ª temporada clássica                             | Primeiro Doutor         | 9  | 39 | 39 | 31 de outubro de 1964  | 24 de julho de 1965     | 8,4   | 8,3   |
|                | 3.ª temporada clássica                             | Primeiro Doutor         | 10 | 45 | 45 | 11 de setembro de 1965 | 16 de julho de 1966     | 9,0   | 5,5   |
|                | 4.ª temporada clássica                             | Segundo Doutor          | 9  | 43 | 43 | 10 de setembro de 1966 | 1 de julho de 1967      | 4,3   | 6,1   |
|                | 5.ª temporada clássica                             | Segundo Doutor          | 7  | 40 | 40 | 2 de setembro de 1967  | 1 de junho de 1968      | 6,0   | 6,5   |
|                | 6.ª temporada clássica                             | Segundo Doutor          | 7  | 44 | 44 | 10 de agosto de 1968   | 21 de junho de 1969     | 6,1   | 5,0   |
|                | 7.ª temporada clássica                             | Terceiro Doutor         | 4  | 25 | 25 | 3 de janeiro de 1970   | 20 de junho de 1970     | 8,4   | 5,5   |
|                | 8.ª temporada clássica                             | Terceiro Doutor         | 5  | 25 | 25 | 2 de janeiro de 1971   | 19 de junho de 1971     | 7,3   | 8,3   |
|                | 9.ª temporada clássica                             | Terceiro Doutor         | 5  | 26 | 26 | 1 de janeiro de 1972   | 24 de junho de 1972     | 9,8   | 7,6   |
|                | 10.ª temporada clássica                            | Terceiro Doutor         | 5  | 26 | 26 | 30 de dezembro de 1972 | 23 de junho de 1973     | 9,6   | 7,0   |
|                | 11.ª temporada clássica                            | Terceiro Doutor         | 5  | 26 | 26 | 15 de dezembro de 1973 | 8 de junho de 1974      | 8,7   | 8,9   |
|                | 12.ª temporada clássica                            | Quarto Doutor           | 5  | 20 | 20 | 28 de dezembro de 1974 | 10 de maio de 1975      | 10,1  | 9,0   |
|                | 13.ª temporada clássica                            | Quarto Doutor           | 6  | 26 | 26 | 30 de agosto de 1975   | 6 de março de 1976      | 7,5   | 10,9  |
|                | 14.ª temporada clássica                            | Quarto Doutor           | 6  | 26 | 26 | 4 de setembro de 1976  | 2 de abril de 1977      | 9,5   | 10,4  |
|                | 15.ª temporada clássica                            | Quarto Doutor           | 6  | 26 | 26 | 3 de setembro de 1977  | 11 de março de 1978     | 8,4   | 10,5  |
|                | 16.ª temporada clássica (The Key to Time)          | Quarto Doutor           | 6  | 26 | 26 | 2 de setembro de 1978  | 24 de fevereiro de 1979 | 8,1   | 8,5   |
|                | 17.ª temporada clássica                            | Quarto Doutor           | 5  | 20 | 20 | 1 de setembro de 1979  | 12 de janeiro de 1980   | 13,5  | 8,8   |
|                | 18.ª temporada clássica                            | Quarto Doutor           | 7  | 28 | 28 | 30 de agosto de 1980   | 21 de março de 1981     | 5,1   | 6,7   |
|                | 19.ª temporada clássica                            | Quinto Doutor           | 7  | 26 | 26 | 4 de janeiro de 1982   | 30 de março de 1982     | 9,6   | 8,9   |
|                | 20.ª temporada clássica                            | Quinto Doutor           | 6  | 22 | 22 | 4 de janeiro de 1983   | 16 de março de 1983     | 7,2   | 7,55  |
|                | 21.ª temporada clássica                            | Quinto Doutor           | 7  | 24 | 24 | 5 de janeiro de 1984   | 30 de março de 1984     | 7,25  | 7,1   |
|                | 22.ª temporada clássica                            | Sexto Doutor            | 6  | 13 | 13 | 5 de janeiro de 1985   | 30 de março de 1985     | 8,05  | 7,55  |
|                | 23.ª temporada clássica (The Trial of a Time Lord) | Sexto Doutor            | 1  | 14 | 14 | 6 de setembro de 1986  | 6 de dezembro de 1986   | 4,35  | 5,0   |
|                | 24.ª temporada clássica                            | Sétimo Doutor           | 4  | 14 | 14 | 7 de setembro de 1987  | 7 de dezembro de 1987   | 4,63  | 5,07  |
|                | 25.ª temporada clássica                            | Sétimo Doutor           | 4  | 14 | 14 | 5 de outubro de 1988   | 4 de janeiro de 1989    | 5,35  | 5,45  |
|                | 26.ª temporada clássica                            | Sétimo Doutor           | 4  | 14 | 14 | 6 de setembro de 1989  | 6 de dezembro de 1989   | 3,65  | 4,9   |
|                | Telefilme                                          | Oitavo Doutor           | 1  | 1  | 1  | 12 de maio de 1996     | 12 de maio de 1996      | 9,08  | 9,08  |
| Série moderna  |                                                    |                         |    |    |    |                        |                         |       |       |
|                | 1.ª temporada                                      | Nono Doutor             | 10 | 13 | 13 | 26 de março de 2005    | 18 de junho de 2005     | 10,81 | 6,91  |
|                | 2.ª temporada                                      | Décimo Doutor           | 10 | 13 | 13 | 15 de abril de 2006    | 8 de julho de 2006      | 8,62  | 8,22  |
|                | 3.ª temporada                                      | Décimo Doutor           | 9  | 13 | 13 | 31 de março de 2007    | 30 de junho de 2007     | 8,71  | 8,61  |
|                | 4.ª temporada                                      | Décimo Doutor           | 10 | 13 | 13 | 5 de abril de 2008     | 5 de julho de 2008      | 9,14  | 10,57 |
|                | Especiais de 2008-2010                             | Décimo Doutor           | 4  | 5  | 5  | 25 de dezembro de 2008 | 1 de janeiro de 2010    | 13,10 | 12,27 |
|                | 5.ª temporada                                      | Décimo primeiro Doutor  | 10 | 13 | 13 | 3 de abril de 2010     | 26 de junho de 2010     | 10,09 | 6,70  |
|                | 6.ª temporada                                      | Décimo primeiro Doutor  | 11 | 13 | 13 | 23 de abril de 2011    | 1 de outubro de 2011    | 8,86  | 7,67  |
|                | 7.ª temporada                                      | Décimo primeiro Doutor  | 13 | 13 | 13 | 1 de setembro de 2012  | 18 de maio de 2013      | 8,33  | 7,45  |
|                | Especiais de 2013                                  | Décimo primeiro Doutor  | 2  | 2  | 2  | 23 de novembro de 2013 | 25 de dezembro de 2013  | 12,80 | 11,14 |
|                | 8.ª temporada                                      | Décimo segundo Doutor   | 11 | 12 | 12 | 23 de agosto de 2014   | 8 de novembro de 2014   | 9,17  | 7,60  |
|                | 9.ª temporada                                      | Décimo segundo Doutor   | 9  | 12 | 12 | 19 de setembro de 2015 | 5 de dezembro de 2015   | 6,54  | 6,17  |
|                | 10.ª temporada                                     | Décimo segundo Doutor   | 11 | 12 | 12 | 15 de abril de 2017    | 1 de julho de 2017      | 6,68  | 5,30  |
|                | 11.ª temporada                                     | Décima terceira Doutora | 10 | 10 | 10 | 7 de outubro de 2018   | 9 de dezembro de 2018   | 10,96 | 6,65  |
|                | 12.ª temporada                                     | Décima terceira Doutora | 8  | 10 | 10 | 1 de janeiro de 2020   | 1 de março de 2020      | 6,89  | 4,69  |
|                | 13.ª temporada (Flux)                              | Décima terceira Doutora | 1  | 6  | 6  | 31 de outubro de 2021  | 5 de dezembro de 2021   | 5,81  | 4,64  |
|                | Especiais de 2022                                  | Décima terceira Doutora | 3  | 3  | 3  | 1 de janeiro de 2022   | 23 de outubro de 2022   | 4,40  | 5,30  |
|                | Especiais de 2023                                  | Décimo quarto Doutor    | 3  | 3  | 3  | 25 de novembro de 2023 | 9 de dezembro de 2023   | 7,61  | 6,85  |
|                | 14.ª temporada                                     | Décimo quinto Doutor    | 7  | 8  | 8  | 11 de maio de 2024     | 22 de junho de 2024     | 4,01  | 3,69  |
|                | 15.ª temporada                                     | Décimo quinto Doutor    | 7  | 8  | 8  | 12 de abril de 2025    | 31 de maio de 2025      | 3,57  | 3,44  |